# Josef Karl Amrhyn

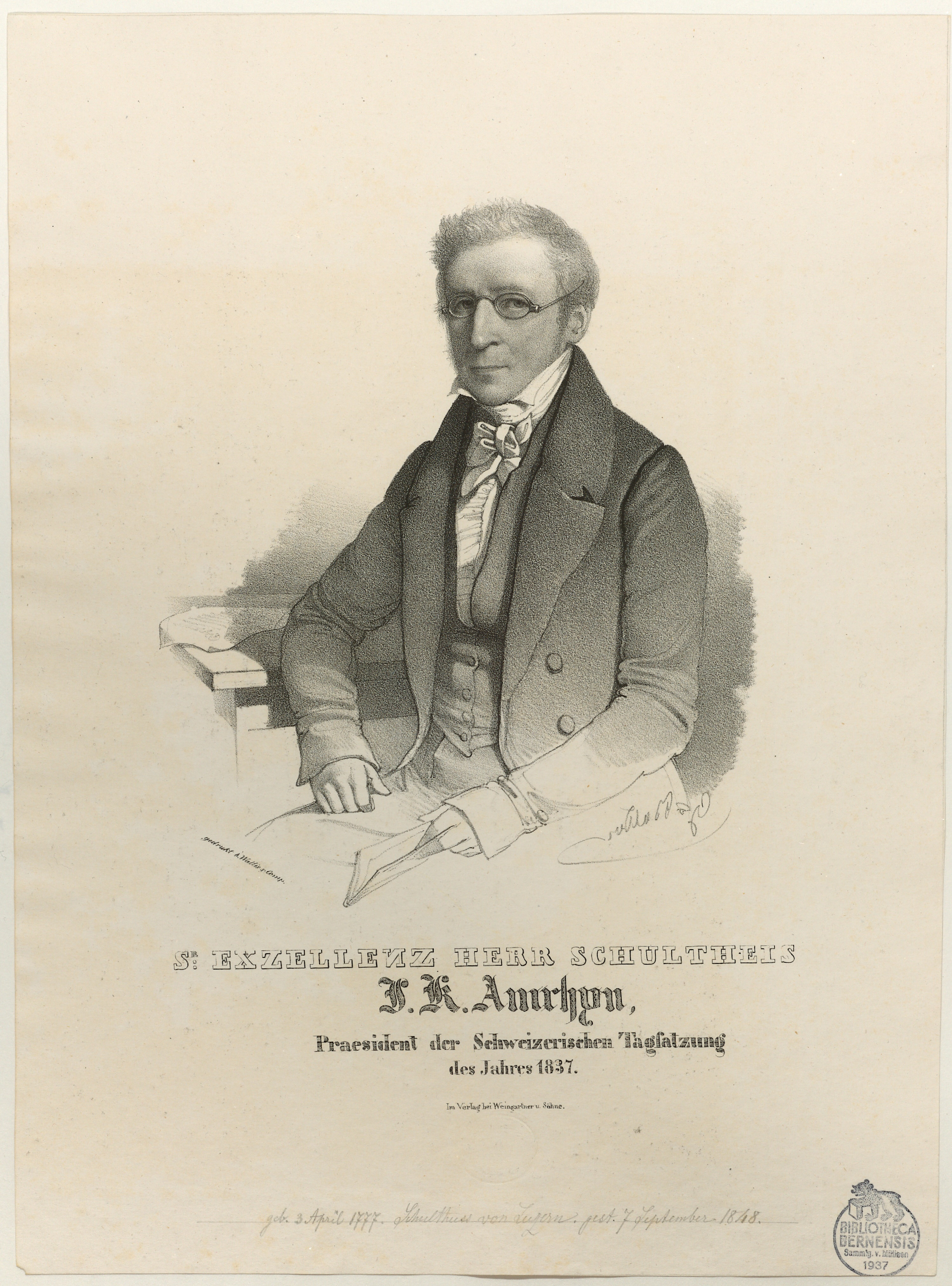
Josef Karl Amrhyn, Lithografie von Georg Balder (1810–1882), 19. Jh.

Josef Karl Amrhyn (auch Am Rhyn) (* 7. April 1777 in Luzern; † 7. November 1848 ebenda) war ein schweizerischer Schultheiss.

## Leben
Josef Karl Amrhyn wurde als Sohn des Ratschreibers Franz Xaver Leopold Amrhyn und dessen Ehefrau Maria Elisabetha Schwytzer in der Furrengasse in Luzern geboren. Das Geschlecht der Amrhyn stellte von 1624 bis 1840 in mindestens jeder zweiten Generation einen Schultheissen. Im Kleinen Rat waren die Amrhyn ab 1564 ständig vertreten, zeitweilig sogar mit mehreren Mitgliedern. Damit gehörten sie mit zehn weiteren Familien zu den wichtigsten Trägern der patrizischen Herrschaft im alten Luzern.
Er wurde in seinem Vaterhaus durch den aufgeklärten Geistlichen Thaddäus Müller (* 2. Oktober 1763, † 10. April 1826) und später an der Klosterschule St. Urban unterrichtet. Einer einjährigen Bildungsreise von 1791 bis 1792, die ihn nach Italien, Frankreich, Deutschland und Österreich führte, schloss sich 1792 ein einjähriger Studienaufenthalt in Turin an.
Er besuchte regelmässig die Luzerner Lesegesellschaft, die wegen ihrer revolutionären Mitglieder unter der Beobachtung des Staates stand. Dort lernte er gemässigte und radikale Revolutionäre kennen, u. a. den Kleinrat Vinzenz Rüttimann, den späteren Helvetiker Franz Bernhard Meyer von Schauensee (* 19. Oktober 1763 in Luzern, †  10. November 1848 ebenda), den Pfarrer Johann Melchior Mohr sowie den späteren Schultheissen Franz Xaver Keller (* 12. Oktober 1772 in Luzern, † 12. September 1816 ebenda), mit dem er bis zu dessen Tod befreundet war.
1793 wurde er im Alter von sechzehn Jahren als einer der Jüngsten zum Grossrat ernannt und war von 1794 bis 1798 Kriegsratsschreiber, anschliessend war er von 1798 bis 1803 Oberschreiber der helvetischen Verwaltungskammer des Kantons Luzern. Mit seinen Ämtern war auch die jeweilige Schreiberstelle mehrerer anderer Kommissionen wie der Garnisons-, der Holz- und der Staatsökonomiekommission verbunden, die ihm tiefe Einblicke in die untere Verwaltungsstruktur des Patrizierstaates verschafften. 1803 wurde er in Anerkennung seiner treuen Dienste zum Oberarchivar und Oberschreiber im Finanzrat ernannt und verblieb auf dieser Stelle für zwei Jahre. Am 19. März 1803 erfolgte dazu noch seine Ernennung zum Erziehungsrat und am 5. August desselben Jahres die Wahl zum Staatsschreiber.
Am 4. November 1807 wurde Josef Karl Amrhyn durch den Schultheissen Heinrich Krauer zum Regierungskommissär ernannt, mit der vordringlichen Aufgabe, sich um die ökonomische Verwaltung des Klosters St. Urban zu kümmern, weil diese sich in einem unübersichtlichen und verworrenen Zustand befand. Im Mai 1808 sollte er für die Erfüllung dieser Aufgabe eine Gratifikation von 526 Gulden erhalten, die er jedoch dankend ablehnte.
Nach den Niederlagen Napoleons auf seinem Russlandfeldzug 1812–1813 begann die aristokratische Opposition in Luzern die Regierungsstellen zu unterhöhlen. So reichten 21 Mitglieder der ehemaligen Regierung am 20. Januar 1814 dem Kleinen Rat eine Denkschrift ein, die sich auf die Abschaffung der Mediationsregierung bezog und die Übernahme der Staatsgewalt durch die alten Geschlechter verlangte. Nachdem die Regenten auf die Vorstellungen der Opposition nicht eingegangen waren, beschlossen diese, einen gewaltsamen Regimewechsel durchzuführen, hierzu gehörte dann auch Josef Karl Amrhyn. Nach dem erfolgreichen Staatsstreich bekam er als jüngstes Mitglied im Kleinen Rat die Aufgaben des Staatsrates, des Justizrates, des Kanzleidirektors der Staatskanzlei, des Rates in kirchlichen Angelegenheiten und des Rates in Erziehungsfragen übertragen.
Nachdem sein Freund Schultheiss Franz Xaver Keller aus ungeklärten Gründen am 12. September 1816 in der Reuss ertrunken war, wurde Josef Karl Amrhyn Ende Dezember 1816 zu dessen Nachfolger als Schultheiss der Stadt und Republik Luzern gewählt. Eine seiner ersten Amtshandlungen war die Gründung einer Hilfsgesellschaft, um durch Getreideankäufe im Ausland die witterungsbedingt herrschende Hungersnot in Luzern zu lindern.
Er blieb in diesem Amt bis 1840. Durch seine Tätigkeit als Schultheiss war er 1819, 1825, 1831 und 1837 Präsident der Eidgenössischen Tagsatzung.
1819 präsidierte er erstmals den vorörtlichen Staatsrat und damit gleichzeitig den gesamten Staatenbund. In dieser Aufgabe als Vorortspräsident waren seine Machtbefugnisse auf das Administrative und Repräsentative beschränkt. Wichtige Entscheidungen wurden durch den vorörtlichen Staatsrat getroffen, in dem sich neben ihm noch der Schultheiss Vinzenz Rüttimann, der ehemalige helvetische Justizminister Säckelmeister Franz Bernard Meyer von Schauensee, Jakob Widmer, Josef Pfyffer v. Heidegg (*  1. Oktober 1759 in Luzern; † 12. September 1834 ebenda), Statthalter Alfons Dulliker und Eduard Pfyffer (* 13. Oktober 1782 in Rom; † 11. Dezember 1834 in Olten (auf der Durchreise)) befanden.
Nach dem konservativen Umschwung trat Josef Karl Amrhyn 1841 aus dem Staatsdienst aus.
Josef Karl Amrhyn heiratete 1799 Theresia zur Gilgen (* 1776; † 1810), mit der er sechs Kinder hatte; nach ihrem  Tod heiratete er 1812 die Tochter des Gemeindeverwalters Antonia Segesser (* 1789; † 1866), die als Lehrerin an der von Johann Heinrich Pestalozzi geführten Schule im Schloss Yverdon tätig war. Aus der ersten Ehe ging sein Sohn Josef Franz Karl Amrhyn hervor, der von 1830 bis 1847 Bundeskanzler war.

## Wirken
Josef Karl Amrhyn galt als gemässigt liberaler, vorsichtiger, kühler, zu Misstrauen neigender, einflussreicher Staatsmann, der selber dienstuntauglich war, jedoch das Militärwesen erheblich förderte. Er regte auch als Erster die Herausgabe der Eidgenössischen Abschiede (Protokolle) an, die zwar keine Gesetzeskraft hatten, jedoch den Abgeordneten dazu dienten,  ihren Regierungen den Inhalt der Beratungen zu übermitteln. Als Staatsrat befasste er sich unter anderem mit umfangreichen Verbesserungsvorschlägen zum Kriminalgesetzbuch, die teilweise Gesetzeskraft erhielten.
Als Kommissar der Diözesanstände von 1820 bis 1828 war er massgeblich an der Errichtung des heutigen Bistums Basel beteiligt.